# Eugenio Landesio
Eugenio Landesio, né le 27 janvier 1809 à Venaria Reale et mort le 29 janvier 1879 à Rome, est un peintre, graveur, professeur et écrivain italien, actif au Mexique.

## Biographie

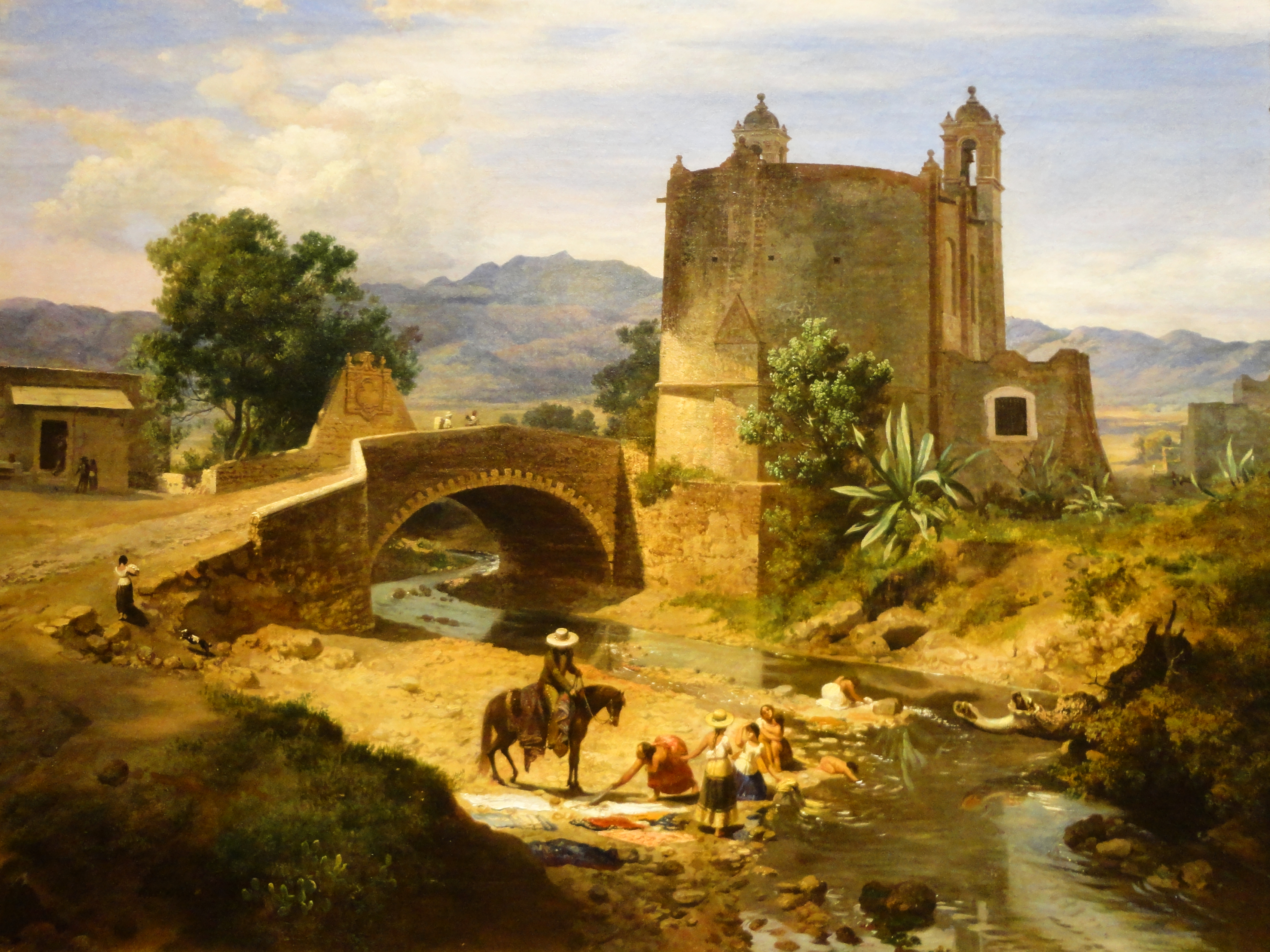
El Puente de San Antonio en el camino de San Ángel junto a Panzacola, 1855.

Eugenio Landesio naît le 27 janvier 1809 à Venaria Reale. Il est l'élève du peintre hongrois Károly Markó dit l'Ancien et étudie à l'Accademia di San Luca à Rome. 
Il travaille à Rome de 1830 à 1840, et expose aux expositions de Rome de 1832 et 1839, et en 1839 à l'Académie des arts de Berlin. 
À l'Accademia di San Luca à Rome, il rencontre le peintre espagnol catalan Pelegrí Clavé qui, en 1854, propose au conseil d'administration de l'Académie de San Carlos au Mexique d'engager Landesio comme professeur de perspective et de paysage, le recommandant pour son talent de peintre, graveur, lithographe et restaurateur. Son œuvre, influencée notamment par les paysages de Jean-Baptiste-Camille Corot, étaient déjà connue à l'académie, puisque cinq de ses tableaux avaient été exposés dans les expositions de 1853 et 1854 et avaient ensuite été achetés pour la collection de l'Académie, dont Vue de Rome (1853, Mexico).
Une fois au Mexique, Landesio enseigne aux élèves à travailler d'après nature et se concentre sur le perfectionnement de leur dessin avant de leur permettre d'utiliser la couleur.
José María Velasco Gómez est l'un de ses élèves.
Il meurt le 29 janvier 1879 à Rome.